# Береговой (Алтайский край)
Берегово́й — посёлок в Суетском районе Алтайского края России. Входит в состав Верх-Суетского сельсовета.

## География
Посёлок находится на левом берегу реки Суетка, на расстоянии 5 км к юго-западу от села Верх-Суетка, административного центра района.

## История
В 1989—2011 годах посёлок являлся административным центром упразднённого Берегового сельсовета.

## Население
| 1997 | 1998 | 1999 | 2000 | 2001 | 2002 | 2003 |
| ---- | ---- | ---- | ---- | ---- | ---- | ---- |
| 106  | ↘90  | ↘89  | ↘81  | ↗82  | →82  | ↘76  |
| 2004 | 2005 | 2006 | 2007 | 2008 | 2009 | 2010 |
| ↘74  | →74  | ↘62  | ↘56  | ↘48  | ↗50  | ↗53  |
| 2011 | 2012 | 2013 |      |      |      |      |
| ↘50  | ↗51  | ↘49  |      |      |      |      |

## Улицы
- ул. Ленина,
- ул. Молодёжная,
- ул. Победы.